# Влодзімеж Слободнік
Влодзімеж Слободнік (19 вересня 1900, Новоукраїнка — 10 липня 1991, Варшава) — польський поет, перекладач з французької, російської та радянської літератури, сатирик, автор книг для молоді; єврейського походження.
Вивчав польську мову у Варшавському університеті. У 1921 році поетично дебютував на сторінках футуристичного одноденного журналу «Пам-Бам». У міжвоєнний час був членом літературної групи «Квадрига». У 1932—1939 роках був керівником прокату книг «Літерарія». Після початку Другої світової війни, у період з 1939—1941 рр. у Львові (член редакції Nowe Widnokręgi), 17 вересня 1940 р. вступив до Спілки радянських письменників України. Потім в Узбекистані (1941—1945). З 1945 по 1956 рік жив у Лодзі, з 1957 року у Варшаві. З 1956 року належав до Польської об'єднаної робітничої партії.
Перекладав з російської (Михайло Лермонтов, Валерій Брюсов, Володимир Маяковський, Осип Мандельштам), французької (Шарль Бодлер), німецької та української мов. Його дружина Елеонора Слободнік (1901—1986) була перекладачем російської та радянської літератури.
Його поховали на Військовому цвинтарі Повонзки у Варшаві.